# Dieter Zimmermann
Dieter Zimmermann (* 1. Dezember 1943 in Berlin; † 2. Oktober 1978), Pseudonym: Cliff Carpenter war ein deutscher Komponist, Arrangeur und Musikproduzent.

## Leben
Zimmermann studierte am Konservatorium in Berlin Musik. Er wurde Produzent bei der Plattenfirma Hansa in Berlin und arbeitete später bei CBS.
Im Mai 1968 wurde Agnetha Fältskog von ihrer Plattenfirma zum Produzenten Zimmermann nach Berlin geschickt, um einige deutschsprachige Lieder aufzunehmen. Sie gingen eine Beziehung ein, eine folgende Verlobung wurde jedoch 1969 wieder aufgelöst. Als Komponist machte Zimmermann sich sowohl mit klassischer Kammermusik als auch mit Musicals, Schlager und Hörspielmusik einen Namen. Er komponierte und produzierte unter anderem auch für Ingrid Peters, Manuela, Costa Cordalis, Rex Gildo, Juliane Werding, Gerd Böttcher und Ricky Shayne. Beim Deutschen Schlager-Wettbewerb 1968 erreichte Howard Carpendale mit dem von ihm komponierten Lied Wir sagen ja zu der Liebe Platz 10. 1971 komponierte und dirigierte er Diese Welt, Katja Ebsteins Beitrag zum Eurovision Song Contest 1971 in Dublin, der den dritten Platz erreichte.
Ebenfalls 1968 gründete er bei Metronome das Orchester Cliff Carpenter mit dem vor allem Instrumentalversionen bekannter Hits eingespielt wurden. 1972 wechselte er mit dem Projekt zu Ariola, nach seinem Tod führte Alexander Gordan (* 26. Juni 1926; † 28. Mai 2008) das Orchester weiter. Eine andere Marke war Dieter Zimmermann and his Orchestra.
Ein Lied von ihm bekam den Goldenen Löwen von Radio Luxemburg. Die LP Komm doch mal rüber, interpretiert von Ingrid Peters erhielt 1976 die Goldene Europa.
Dieter Zimmermann starb 34-jährig an Leukämie.